# 刘德明 (1910年)
刘德明（1910年—1942年2月17日），陕西省礼泉县人，八路军将领。

## 生平

### 第一次国共内战期间
刘德明出生于一个贫苦的农民家庭。他早年学过木工活、在药铺当过店员。1925年，在国民革命军第二十六路军当兵。1930年，随部队调防到江西。1931年12月，参加由赵博生、董振堂等领导的宁都起义，随后部队整编为中国工农红军第五军团。1933年，加入中国共产党，历任战士、班长、副排长、连长、营长、团参谋长等职，参加了红军第四、第五次反围剿战役和长征。1936年春，在红军东征战斗中负伤，伤愈后，进入红军大学学习，任随校队长。不久，调任红二师四团团长。

### 抗日战争期间
1937年，抗日战争爆发，红军主力被改编为八路军，刘德明任第115师第六八六团第一营营长，并随军开赴山西抗日前线。他率部参加了平型关战役和午城、井沟等战斗。1938年，一一五师东调，他调任陈士渠支队任第一团团长，转战于晋西南地区抗击日军。1939年12月，在晋西事变中，中共晋西南区党委决定成立“抗日讨逆指挥部”，刘德明任副司令。部队转移到晋西北后，他改任山西新军决死第二纵队副司令员。
1940年8月，他率部参加百团大战，当月20日夜，他率部破坏了汾离公路（汾阳至离石的公路），袭击了吴城、王家池、信义、大武镇等日伪军据点，致使日军运输中断。11月15日，刘德明兼任晋西北军区第八军分区副司令员，领导抵御日军扫荡。1942年2月，日军调动一万三千余人向晋西北进攻。2月17日在交城南沟战斗中，为掩护转移，他率部队抗击日军，不幸中弹牺牲，终年32岁。